# Алашань (пустеля)
Алаша́нь, Алашанська Гобі — пустеля в Центральній Азії, на півночі Китаю, між хребтами Алашань (Хеланьшань) і річкою Хуанхе на сході, річкой Жошуй (Едзин-Гол) на заході, передгір'ями Наньшань на півдні і гобійською тектонічною депресією біля кордону Китаю з Монголією на півночі.
Площа близько 1 млн. км².
Висота від 820 м до 1 660 м.
Алашань — структурна пластова рівнина з декількома острівними хребтами-кряжами відносна висота до 150—200м (Баян-Ула, Хара-Ула тощо) і дрібносопочником, складеним , гранулітами, амфіболітами, кварцитами тощо.
Характерні численні замкнуті депресії з неглибоко розташованими опрісненими або засоленими ґрунтовими водами, іноді з висохлими солоними озерами (Хара-Нур, Джалатай-Давс).
Великі масиви рухомих пісків розташовані на південному заході — Бадан-Джаран, на півдні — Холаліс, на південному сході — Тенгрі і північному сході — Уланпухо. Масив Бадан-Джаран представлений наймогутнішими пасмами пісків відносною висотою 300—400 м.
Річкова мережа досить багата потоками, що тимчасово діють, русла яких наповнюються водою тільки влітку, в період мусонних дощів або зливових опадів. Найбільші річки Жошуй і Шуйхе. Озера численні, але дуже невеликі за площею, окрім озера Сого-Нур і Шара-Бурду.
Основні ландшафти: гобі — дрібносопочник і острівні хребти, розкидані на піщано-галькові рівнини з примітивними щебеневими ґрунтами і розрідженою чагарниковою рослинністю (парнолистник, ефедра тощо), з елементами степової рослинності; масиви барханних пісків з дуже мізерною рослинністю (карагана, скнари, полини тощо).